# Place (Reddit)
Pour les articles homonymes, voir Place.
Place (également nommé r/place) est un projet collaboratif sur le site Reddit apparu lors du poisson d'avril 2017 et relancé cinq ans après jour pour jour en 2022 puis en 2023. L'évènement, mi-poisson d'avril, mi-expérience sociale implique une toile en ligne située dans un sous-reddit dans laquelle les utilisateurs ne peuvent changer qu'un seul pixel selon une durée variable.
Décrit comme une « photographie d'internet à un moment donné » par Josh Wardle (en), le projet est salué pour ses réalisations de drapeaux, de figures historiques ou encore de références à la culture Internet ainsi que pour les interactions qu'il crée.
La deuxième édition, organisée en 2022, est marquée par un fort engagement de communauté sur Twitch et Discord pour se coordonner et organiser des affrontements importants, qualifiés de « Guerres des Pixels » (en anglais Pixel War) entre la communauté francophone et des communautés hispanophones et nord-américaines.
Une troisième édition est organisée en juillet 2023. Elle est marquée par une forte opposition au PDG de Reddit, Steve Huffman, connu sous le pseudo u/spez à la suite de décisions très controversées sur l'API de Reddit.

## Principe
Josh Wardle, développeur à l’origine de Wordle (2021), imagine ce concept d'expérience sociale en 2017 alors qu'il est directeur de produits pour Reddit. L'expérience est fondée sur un sous-reddit appelé « r/place », dans lequel les utilisateurs enregistrés sur Reddit peuvent placer un seul pixel (appelé aussi « tuile ») coloré sur une toile vide de plusieurs millions de pixels et doivent attendre un certain temps avant d'en placer un autre: 20 minutes, ou 5 pour utilisateurs ayant vérifié leur compte. La toile mesurait initialement 1 000 × 1 000 pixels (en 2022 elle fut agrandie à 1 000 × 2 000 puis 2 000 × 2 000 pixels). L'utilisateur peut choisir son pixel parmi une palette de couleurs élargie à chaque agrandissement de la toile. Son fondateur le décrit comme une « photographie d'internet à un moment donné ».

## Édition 2017

Le « treillis vert ».

Les premières heures de l'expérience sont caractérisées par un placement aléatoire des pixels et des tentatives chaotiques de création d'images.
Parmi les premières sections distinctes de la toile à émerger figure un coin de pixels entièrement bleu (nommé « Blue Corner » traduisible par le « Coin Bleu ») et un hommage à la franchise Pokémon. Au fur et à mesure que la toile se développe, certaines communautés de reddit établies, telles que celles des jeux-vidéo, des équipes sportives et des nations distinctes, coordonnent leurs efforts pour revendiquer et décorer des sections particulières.
Plusieurs œuvres de pixel art naissent de la collaboration des communautés, allant des personnages fictifs et des mèmes Internet, aux drapeaux nationaux, et aux recréations d'œuvres célèbres telles que le portrait de Mona Lisa et La nuit étoilée. Plusieurs « cultes » se sont également formés pour créer et entretenir diverses caractéristiques emblématiques telles qu'un vide noir (appelé « The Void »), un treillis vert, le coin bleu susmentionné et une ligne arc-en-ciel ,.
Au moment de la fin de l'expérience le 3 avril 2017, plus de 90 000 utilisateurs visionnent et éditent le canevas, et plus d'un million d'utilisateurs ont placé un total d'environ 16 millions de pixels.

## Édition 2022
Le 28 mars 2022, un redémarrage de Place est annoncé. Il commence le 1er avril et prend fin le 5 avril vers 1 h. Contrairement à 2017, les communautés reddit commencent chacunes très rapidement à coordonner leur travail en grande partie. Plusieurs éléments emblématiques de l'expérience de 2017 comme le « coin bleu » et le « treillis vert » sont recréés. En outre, une amélioration de la palette de couleurs est activée progressivement par la plateforme et le canevas est étendu à deux reprises (d'abord à 1 000 × 2 000, puis à 2 000 × 2 000 pixels).
De nombreuses communautés dans le monde s'organisent sur différents réseaux sociaux tels que Twitter, Twitch ou encore YouTube. Des influenceurs mobilisent leur followers, ce qui facilite l'élaboration de nombreux «assauts» et d'autres interventions coordonnées.
L'édition entraîne de nombreuses adhésions au site Reddit, la page française gagne en une journée plus de 20 000 nouveaux adhérents. Cet afflux de contributeurs conduit à la construction de nombreux dessins pixelisés comme le logo de la Karmine Corp, la Tour Eiffel, Nelson Mandela, Zinédine Zidane, l'Arc de Triomphe, la cathédrale Notre-Dame de Paris, Népal,,,...
Quelques heures avant la fin de l'édition (fin du quatrième jour aux États-Unis), seule la couleur blanche reste disponible pour poser un pixel, ainsi, la fresque redevient-elle une page blanche à mesure que les utilisateurs recouvrent les motifs colorés de pixels blancs.

### Créations artistiques
Un atlas permettant de décoder toutes les références aux créations artistiques a été créé par un développeur du nom de Roland Rytz,. Collaboratif, Il permet l'identification de chaque œuvre, sa position sur le canevas, ainsi que sa taille en nombre de pixels pouvant être expliqué par tous. Le 6 avril 2022, l'atlas recensait plus de 6 500 œuvres.

#### Drapeaux nationaux et communautaires
Dès le premier jour, un large espace est donné à l'Ukraine à la suite de l'invasion du pays par la Russie, place utilisée pour représenter le drapeau ukrainien, un portrait de Volodymyr Zelensky ou encore le salut « Slava Ukraini! » (« Gloire à l'Ukraine ») et les messages hostiles au gouvernement russe « Fuck Putin! ».
Les communautés françaises de Reddit s'organisent pour créer des dessins liés à la culture française (des références à la Tour Eiffel, Le Petit Prince, Astérix ou encore la gastronomie française) et forment plusieurs alliances avec d'autres pays, tels que l'Irlande ou encore l'Allemagne, par exemple pour la mise en place du drapeau européen et le logo de la chaîne Arte,.
En plus des drapeaux en soutien à l'Ukraine et les drapeaux nationaux, de nombreux drapeaux issus de la communauté LGBT ont été réalisés par les utilisateurs pour montrer leur appartenance ou leur solidarité avec ces communautés, notamment la communauté trans.

#### Jeux vidéo
De nombreux symboles liés aux jeux vidéo sont visibles sur le Place, comme les personnages du jeu Among Us qui sont facilement réalisables par leur forme simple et qui ont été cachés un peu partout sur la fresque. Des personnages issus du jeu Elden Ring ainsi que le logo sont aussi présents. On y retrouve aussi des références aux jeux Hollow Knight, Sonic, Nier, Final Fantasy XIV, The Legend of Zelda, Stardew Valley, etc,.

#### Culture pop
Lors de la dernière expansion du canevas, les utilisateurs du sous-reddit y ont érigé la cathédrale Notre-Dame de Paris avec un camion de pompier rappelant l'incendie de 2019.  

#### Culture numérique
Des mèmes, liés aux différentes communautés sont en grand nombre sur la Place.

#### Hommages
Les utilisateurs ont aussi rendu hommage à des personnalités décédées, comme TotalBiscuit, un commentateur de jeu vidéo (représenté par l'emote « LUL » de Twitch), Reckful, un ancien streameur et joueur professionnel de jeux vidéo. Zyzz, un culturiste s'étant fait connaitre sur Bodybuilding Forums ou encore Népal un rappeur français décédé en 2019.

### Guerre des pixels
Lors de la seconde extension du canevas, plus de 48 heures après le début de l'expérience, des streameurs français (à ce moment Kameto et Inoxtag) s'accaparent, mobilisés, une large partie du coin gauche de Place en affichant les couleurs du drapeau français. Sa taille (124500 pixels), jugée immense et dangereuse par d'autres communautés, provoque des rivalités dans l'ensemble de l'évènement, faisant de la France le centre des débats dans la seconde partie de l'expérience. Une coalition se forme entre communautés issues de l'Espagne, d'Amérique latine, des États-Unis, du Canada et d'autres comme une partie du mouvement K-pop dans le but de supprimer le drapeau français ou le remplacer par différentes créations. Les dizaines de tentatives échouent, provoquant seulement la dégradation du travail artistique. Créatrices de divertissement et d'engagement, les attaques coordonnées, de destruction ou de troll, sont menées notamment par le streameur québécois xQc et l'Américain Mizkif pour les communautés nord-américaines et pour la communauté hispanique, les streameurs espagnol Rubius et Ibai.
Lors des affrontements, les streameurs des différentes communautés se rassemblaient entre état-majors afin de négocier et d'échanger sur la situation. Du côté français, les offensives et la défense furent organisées par l'intermédiaire de nombreux streameurs francophones et coordonnées par Kameto, une des principales figures tricolores de Twitch. Il fut, entre autres, épaulé par ZeratoR, Inoxtag, Antoine Daniel, Squeezie, Locklear, Baghera Jones, AmineMaTue, Etoiles, Sardoche, Ponce, Joyca, Fukano, Tonton, Shaunz, Domingo, Avamind, ou encore par le sous-reddit r/france regroupant bon nombre d'utilisateurs,. Avec les affrontements entre les différentes communautés, les stratégies mises en places, les négociations, l'attaque et la défense de territoires, les internautes ont fini par donner à l'évènement le nom de « Guerre des Pixels » (en anglais : « Pixel War »),.

### Classement des pays par nombre de pixels
Le tableau suivant classe les pays en fonction du nombre de pixels présents sur la fresque finale de l'édition de 2022. Cela compte ceux faits par les communautés Reddit et les streameurs de leurs nationalités respectives,.
| Rang | Pays        | Pixels  |    | Rang     | Pays   | Pixels |
| ---- | ----------- | ------- | -- | -------- | ------ | ------ |
| 1    | France      | 227 000 |    | 12       | Inde   | 40 000 |
| 2    | Allemagne   | 152 000 | 13 | Italie   | 39 500 |        |
| 3    | Belgique    | 117 000 | 14 | Pologne  | 39 000 |        |
| 4    | États-Unis  | 114 000 | 15 | Portugal | 36 500 |        |
| 5    | Pays-Bas    | 106 000 | 16 | Ukraine  | 35 000 |        |
| 6    | Turquie     | 89 000  | 17 | Espagne  | 32 500 |        |
| 7    | Royaume-Uni | 49 000  | 18 | Finlande | 29 000 |        |
| 8    | Canada      | 48 000  | 19 | Danemark | 26 000 |        |
| 9    | Mexique     | 47 000  | 20 | Suède    | 25 000 |        |
| 10   | Colombie    | 46 500  | 21 | Irlande  | 24 000 |        |
| 11   | Argentine   | 42 500  | 22 | Brésil   | 23 000 |        |

## Édition 2023
Le 19 juillet 2023, Reddit annonce que r/place reviendrait le lendemain, une rupture avec la tradition de le lancer à partir du 1er avril.
Cette édition se déroule dans un contexte particulier, peu après la fin de l'accès gratuit à l'API Reddit limitant ainsi les modérateurs et développeurs bénévoles du forum dans la conception et l'utilisation d'applications améliorant l'utilisation du site. Afin de protester contre la fin de l'accès gratuit à l'API Reddit, de nombreux utilisateurs du site appellent aux boycott de Reddit et certains subreddit sont fermés temporairement par leur modérateurs afin de montrer leur mécontentement. Certains utilisateurs dénoncent le fait qu'un retour aussi rapide dans le temps d'r/place soit un moyen de « détourner l’attention du mouvement de protestation ».
À ce titre, il est écrit à de nombreux endroits, en anglais et en allemand, des insultes envers u/spez, faisant référence au pseudo de Steve Huffman, PDG de la plateforme. Des utilisateurs l'ont également dessiné sous une guillotine et sur un pique en référence, respectivement, à la Révolution française et au règne de Vlad l'Empaleur. Ces dessins ont été plusieurs fois supprimés par les administrateurs.
Le 21 juillet 2023, la toile s'agrandit de 500 pixels vers l'est ainsi qu'à l'ouest et de nouvelles couleurs sont ajoutées. Le lendemain, la toile s'agrandit de 500 pixels supplémentaires vers le nord. Le 23 juillet, le temps pour placer un pixel passe de 5 minutes à 4 minutes.

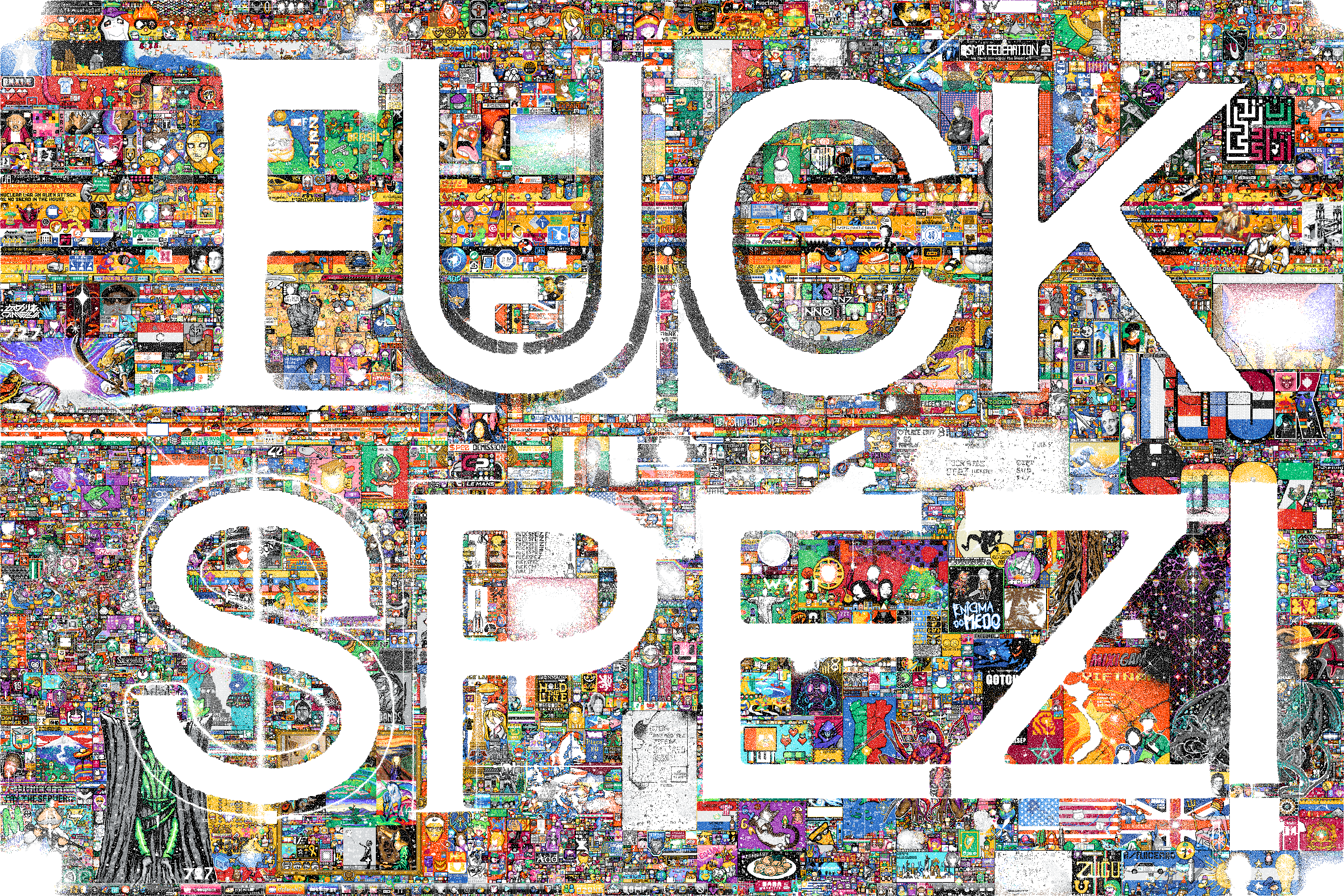
Injure envers spez.

L'édition se termine le 25 juillet. Pendant les dernières heures, les pixels ne sont plus disponibles, seuls des nuances de gris puis finalement uniquement des pixels blancs sont utilisables. Toutefois, plutôt que de blanchir entièrement l'espace, les internautes écrivent en grandes lettres majuscules « Fuck Spez! ».

### Créations artistiques
Une majorité des contributions placées sur des drapeaux français émanent d'une communauté d'un sous-reddit dédié à cela, PlaceFR. Les propositions de créations y sont soumises à un vote avant de rejoindre la toile.
Les utilisateurs français rendent différents hommages durant cette édition, des initiatives saluées. Une idée, à l'initiative de Thomas Pesquet sur Twitter présent sur la fresque de 2022, est de valoriser les femmes françaises. Les internautes se coordonnent afin de compléter un morceau de la fresque avec : Joséphine Baker, Simone Veil, Marianne, Jeanne d'Arc, Marie Curie, Sophie Adenot ainsi que Shaïna,. Parmi les hommages, Jean Moulin occupe également une place importante sur le drapeau français central. D'autres hommages sont également salués tels que celui des attentats du 13 novembre 2015 aux côtés de Coluche sur fond de logo des Restaurants du Cœur.
Le sport est également fortement représenté, en particulier le football, avec les portraits de Kylian Mbappé et Karim Benzema, ainsi qu'une grande variété de logo de clubs sportifs français,.
Plusieurs reproductions en pixel d'œuvres d'art célèbres rejoignent la toile telle que la Nuit étoilée ou encore une adaptation de la Grande Vague de Kanagawa avec des baguettes.

### Classement des pays par nombre de pixels
Le tableau suivant classe les pays en fonction du nombre de pixels placés sur la fresque finale de l'édition de 2023 depuis son lancement jusqu'au 25 juillet 2023 à 13h. Ce décompte est basé par la localisation des adresses IP des participants ayant placé un pixel.
| Rang | Pays       | Pixels     |    | Rang        | Pays      | Pixels    |
| ---- | ---------- | ---------- | -- | ----------- | --------- | --------- |
| 1    | États-Unis | 19 208 601 |    | 6           | Mexique   | 4 924 678 |
| 2    | Allemagne  | 18 966 101 | 7  | Argentine   | 4 632 739 |           |
| 3    | France     | 10 276 963 | 8  | Royaume-Uni | 4 410 167 |           |
| 4    | Turquie    | 7 344 446  | 9  | Vietnam     | 3 396 831 |           |
| 5    | Brésil     | 5 150 529  | 10 | Canada      | 3 775 337 |           |

## Accueil et critiques
L’édition de 2022 a reçu un accueil plus large que celle de 2017 du fait de la popularité plus importante de Reddit et de Twitch lors de la seconde édition.

### Édition 2017
Pour celle de 2017, The A.V. Club déclare « façon bénigne et colorée pour les utilisateurs Reddit de faire ce qu'ils font le mieux : se disputer entre eux sur les choses qu'ils aiment » de plus, certains ont également commenté la relation apparente entre la composition de la toile finale et les communautés individuelles au sein du site, qui existent indépendamment mais coopèrent dans le cadre d'une communauté plus large. Newsweek parle de « la meilleure expérience d'Internet à ce jour ». Plusieurs commentateurs ont décrit l'expérience comme une représentation plus large de la culture Internet. Le manque de protection contre l'utilisation de bots informatiques et le placement automatisé est aussi critiqué.

### Édition 2022

#### Réception en France

##### La revendication d’une victoire française
En 2022, le projet a trouvé un écho dans la presse nationale française, comme la radio France Culture, les journaux 20 Minutes ou Les Échos, qui évoquent notamment la rivalité entre les streamers français tels que Kameto, Squeezie et Inoxtag, et leurs homologues américains et espagnols emmenés par xQc,,.

##### L’intérêt d’un candidat à la présidentielle
Le candidat à l’élection présidentielle de 2022 Éric Zemmour a été accusé de récupérer le mouvement après avoir félicité et appelé à soutenir les membres de la communauté française à la défense de leurs créations.

#### Réception mondiale
L’édition a, de plus, été saluée [Par qui ?] pour avoir uni le soutien à l'Ukraine dans la guerre russo-ukrainienne. En outre, une œuvre d'art représentant une femme légèrement vêtue ayant été recouverte d'un rectangle noir a été censuré par la modération. Dans cette seconde édition, l'utilisation supposée de robots a encore été fortement critiquée. On peut notamment citer la communauté hispanique qui, pour réussir, après des dizaines de tentatives repoussées, à détruire le drapeau français a utilisé des scripts d'automatisation du clic pour former le logo BTS. Le principal auteur de cette utilisation est le streameur espagnol Ibai qui a encouragé sa communauté dans cette pratique.

### Édition 2023
Dès son lancement, de nombreuses critiques sont soulevées quant aux raisons d'une édition 2023, à une période de trouble particulière au sein de la plateforme Reddit,. Les utilisateurs avancent l'hypothèse que cette organisation inhabituelle a pour but de calmer les tensions,. Cependant, cette stratégie est perçue comme « une balle dans le pied » puisque l'évènement met en lumière la grève communautaire et l'aversion envers le PDG de Reddit,.
Au terme de cette édition, la presse dresse un constat d'échec en comparaison à l'édition 2022 et souligne plusieurs critiques portées par la communauté des utilisateurs de Reddit. L'engouement moins important, parfois considéré comme un flop, n'empêche cependant pas les internautes de remplir la fresque, permettant à plusieurs œuvres d'être saluées.

#### Présence française moindre
Le retour précipité et le choix du calendrier sont les principales causes d'une présence française moins importante, puisqu'en 2022 le succès de l'édition est principalement porté par des streameurs Twitch. Cependant, en 2023, très peu de streameurs francophones s'engagent dans l'édition en formulant plusieurs critiques comme le retour seulement un an après l'édition de 2022, contrairement aux cinq ans qui séparent 2017 et 2022, ou la tourmente dans laquelle Reddit et son PDG Steve Huffman se trouvent,. Le choix de la date est également critiqué, car il ne respecte pas le lancement traditionnel du 1er avril et coïncide avec un weekend chargé pour les Français avec la fin du Tour de France 2023, un Grand Prix de Formule 1 (Hongrie) ou encore le début de la Coupe du monde féminine de football 2023. Enfin, l'association planifiée des plateformes Reddit et Twitch autour de l'événement suscite également des critiques, certains évoquant un caractère trop artificiel contrairement aux éditions précédentes.

#### Grève des contenus communautaires
Les critiques envers Reddit, qui s'est récemment mis à dos sa communauté d'utilisateurs, ont dominé cette édition,. La principale critique concerne les récents choix du PDG Steve Huffman, surnommé Spez, qui souhaite rendre l'accès à l'API du site payant. Face à cela, les différentes communautés se sont mises en grève de contenus depuis la mi-juin, organisant notamment un blackout des sous-reddit de plusieurs jours après le 12 juin,. C'est dans ce contexte que s'ouvre l'édition 2023, laissant libre court à l'expression des utilisateurs qui ponctuent la toile de Fuck Spez et la concluent des mêmes mots, sur toute la largeur de la fresque, « laissant de côté les batailles entre les communautés ». Cependant, Reddit semble garder sa ligne de conduite et a renvoyé les modérateurs qui perpétuent la grève.

## Une forme de Net Art
- Si vous ne connaissez pas le sujet, laissez ce bandeau (vous pouvez alors contacter les auteurs).
- Si vous supprimez le contenu mis en cause (vous pouvez préalablement contacter les auteurs),

argumentez précisément cette suppression dans la page de discussion
(un manque de référence n'est pas un argument ; une recherche réelle de référence doit avoir été effectuée, être formellement documentée).

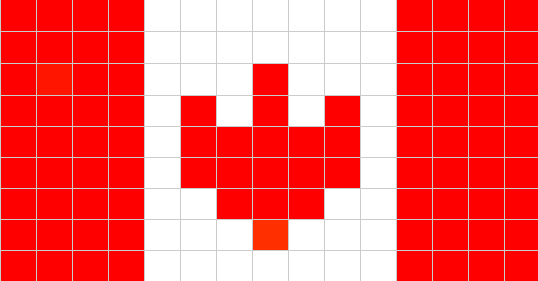
Drapeau canadien fait de pixels.

Le Net Art est une forme d’expression artistique utilisant Internet et d’autres technologies numériques afin de créer des œuvres d’art, d’interagir avec le public et d’explorer des thèmes en lien avec la technologie. Le Net Art est ainsi dépendant du Web dans sa conception car il désigne « les créations interactives conçues par, pour, et avec le réseau Internet ». Les fondements du Net Art sont l’interactivité avec le public, la collaboration entre artistes d’une même œuvre et l’évolution de cette œuvre au cours du temps.
Place (Reddit) est un exemple d’œuvre numérique de Net Art en raison de ses propriétés et son aspect expérimental fondés sur l’emploi d’Internet et ses supports numériques. Place se caractérise par son interactivité entre tous les contributeurs qui interagissent en temps réel mais également par la collaboration de plusieurs groupes ayant travaillé ensemble afin de créer des visuels spécifiques (drapeaux). Ces processus d’interactivité et de collaboration permettent de faire du public « un acteur clé de l’opération » lui permettant de se sentir impliqué dans cet art et ainsi créer un véritable réseau collaboratif de contributeurs motivés. Place est une œuvre numérique éphémère qui s’explique notamment par l’évolution constante de l’œuvre à chaque changement effectué par un contributeur. Place s’inscrit comme une œuvre de Net Art grâce à la nécessité d’Internet dans sa réalisation mais aussi à son pouvoir interactif et collaboratif tout en étant éphémère et en constance évolution. Et tout ceci en réunissant des contributeurs du monde entier.

## Logotype
Deux logos sont utilisés couramment. Le second est le principal, et celui utilisé sur le site Reddit en 2022 et en 2023, l'autre est celui utilisé officiellement en 2017. Le « P » représente la première lettre du mot Place, qui est le nom du sous-reddit organisateur.

Un logo faisant écho à la palette de couleurs.
Le logo principal reprenant les couleurs du site Reddit.